# Dejan Košir
Dejan Košir, slovenski deskar na snegu, * 30. januar 1973, Jesenice.
Dejan Košir se je rodil leta 1973 na Jesenicah. Izhaja iz športne družine, njegov oče je bil hokejist, mama pa smučarka. Osnovno šolo je obiskoval v Kranjski Gori, nato se je vpisal na Srednjo šolo za gostinstvo in turizem v Radovljico. Danes ima lastno podjetje in se ukvarja s turizmom.
V deskanju na snegu v pararelnih disciplinah je v svetovnem pokalu dosegel veliko uspehov - 24-krat je stal na stopničkah za zmagovalce, od tega je enajstkrat zmagal. Leta 2001 na SP v Madonni di Campiglio je postal svetovni podprvak v veleslalomu, na SP v Kreischbergu leta 2003 pa svetovni prvak v veleslalomu. Košir je za Slovenijo nastopil na Zimskih olimpijskih igrah 2002 v Salt Lake Cityju, kjer je v paralelnem veleslalomu osvojil 5. mesto ter na Zimskih olimpijskih igrah 2006 v Torinu, kjer je v isti disciplini osvojil 6. mesto.
Priznanja in nagrade: Bloudkova priznanje za športne dosežke (2003), Sportsaward IOC (2002), Slovenski športnik leta (2003), Bloudkova nagrada (2003)

## Dosežki

### Zmage v svetovnem pokalu
| Datum             | Prizorišče        | Država   | Disciplina |
| ----------------- | ----------------- | -------- | ---------- |
| 18. januar 1997   | Kreischberg       | Avstrija | slalom     |
| 10. januar 1998   | Graechen          | Švica    | slalom     |
| 3. december 2000  | Ischgl            | Avstrija | veleslalom |
| 10. januar 2001   | Schoenried/Gstaad | Švica    | slalom     |
| 8. september 2001 | Valle Nevado      | Čile     | veleslalom |
| 10. december 2001 | Whistler, BC      | Kanada   | veleslalom |
| 14. december 2001 | Mt. St. Anne, QC  | Kanada   | veleslalom |
| 11. januar 2002   | Alpe d'Huez       | Francija | veleslalom |
| 29. januar 2002   | Bad Gastein       | Avstrija | slalom     |
| 6. december 2002  | Tandadalen        | Švedska  | veleslalom |
| 6. januar 2004    | Bad Gastein       | Avstrija | slalom     |